# Festa Major de Torre Baró
La Festa Major de Torre Baró se celebra entre final de juny i principi de juliol al barri de Torre Baró, al districte de Nou Barris de Barcelona. El barri compta amb un teixit associatiu capaç de dinamitzar la vida veïnal amb activitats molt diverses que es palesa durant la festa major. L'Associació de Veïns de Torre Baró munta una gran festa amb activitats per a tots els gustos i edats. Amb la col·laboració dels comerciants i les entitats del barri, elabora un programa amb actes tan diversos com torneigs esportius, àpats populars, mostres de danses d'arreu del món, excursions, tallers i balls de festa major. Els Gegants del Districte de Nou Barris representen la figura històrica del baró de Pinós, el noble propietari d'una finca coneguda popularment com a torre del Baró, que va acabar donant nom al barri.